# Nosotetocus vespertinus
Nosotetocus vespertinus är en skalbaggsart som beskrevs av Samuel Hubbard Scudder 1900. Nosotetocus vespertinus ingår i släktet Nosotetocus och familjen almsavbaggar. Inga underarter finns listade i Catalogue of Life.